# Eriocaulon schochianum
Eriocaulon schochianum là một loài thực vật có hoa trong họ Eriocaulaceae. Loài này được Hand.-Mazz. mô tả khoa học đầu tiên năm 1920.